# Entrepotdoksluis
De Entrepotdoksluis (brug nr. 80) is een brug in Amsterdam-Centrum. De brug ligt in de Hoogte Kadijk en overspant de noordzijde van de Oude Entrepotdoksluis, die het water van het Entrepotdok verbindt met de Nieuwe Vaart en daarmee met het Oosterdok en het IJ. Sinds 2001 is de brug een rijksmonument. De brug beschikt over een doorvaartopening van 13.44 meter breed en met een doorvaarthoogte van 3.02 meter. De sluis gaf schepen toegang tot het Entrepotdok, een in 1827 aangelegde binnenhaven waar geïmporteerde goederen werden opgeslagen tot de invoerrechten waren betaald.

## Geschiedenis
De huidige sluis Entrepotdoksluis werd in 1840 geopend. Er kwam vervolgens een dubbele houten ophaalbrug overheen om de beide zijden van de Hoogte Kadijk met elkaar te verbinden. Aangezien er nog drukke scheepvaart was, kon de brug bij vernieuwing nog niet vervangen worden door een vaste brug. De gemeente koos in circa 1902 voor een ijzeren/stalen ophaalbrug. In september 1902 werd de eerste aanbesteding gedaan, er moest 16 m³ graniet geleverd worden deze brug. De brug werd volgens het Monumentenregister en Frank V. Smit gebouwd in 1903. Het monumentenregister omschreef de brug in augustus 2017 als volgt: een enkele wip- of ophaalbrug met doorvaart, zij is ontworpen door de Dienst der Publieke Werken. Ze heeft landhoofden van bak- en natuursteen, een val met eenvoudige stalen randliggers en een (nog) gedeeltelijk houten brugdek. De hameipoort en balans zijn van geklonken staal met vakwerk. De hefkabels zijn eveneens van staal. Het bewegingswerk is in een kwadrant uitgevoerd. In tegenstelling tot het vele staal, zijn de balustrades uitgevoerd in siersmeedwerk. Op beide hameistijlen is in een metalen inscriptie nog te lezen dat de brug door de Nederlandsche Fabriek van Werktuigen en Spoorwegmaterieel te Amsterdam in 1903 is gebouwd, beter bekend als Werkspoor. In 1911 werd de bediening elektrisch gemaakt met een aandrijving van de NB Haarlemsche Machinefabriek  v/h/ Gebr. Figee. In 1936 moesten er enige herstelwerkzaamheden verricht worden, maar eigenlijk deed de brug sinds haar plaatsing haar werk perfect. Echter heden ten dage is de brug net als de naastgelegen brug 327 uit de bediening, hetgeen bijvoorbeeld een besparing opleverde op de smeerfrequentie (normaliter 10 keer per maand, nu eens per kwartaal). 
Het ontwerp was volgens Smit van Wichert Arend de Graaf en behoort tot "zijn" eerste generatie ophaalbruggen. Daarvan zijn er nog zeer weinig over. Dit komt omdat ze uit de tijd raakten, maar ook een enigszins lomp uiterlijk hadden. Gedurende de jaren na plaatsing van deze brug werden de ophaalbruggen van De Graaf enigszins sierlijker, zo werd het bewegingswerk open (bij brug 80 nog gesloten). Pas rond 1915 kreeg de 'definitieve ophaalbrug van De Graaf' onder invloed van bouwkundig ingenieur Adriaan Dwars haar gestalte. Het eindresultaat van al deze verbeteringen kan teruggevonden worden in brug 307 - het resultaat van een samenwerking met Piet Kramer.

## Afbeeldingen

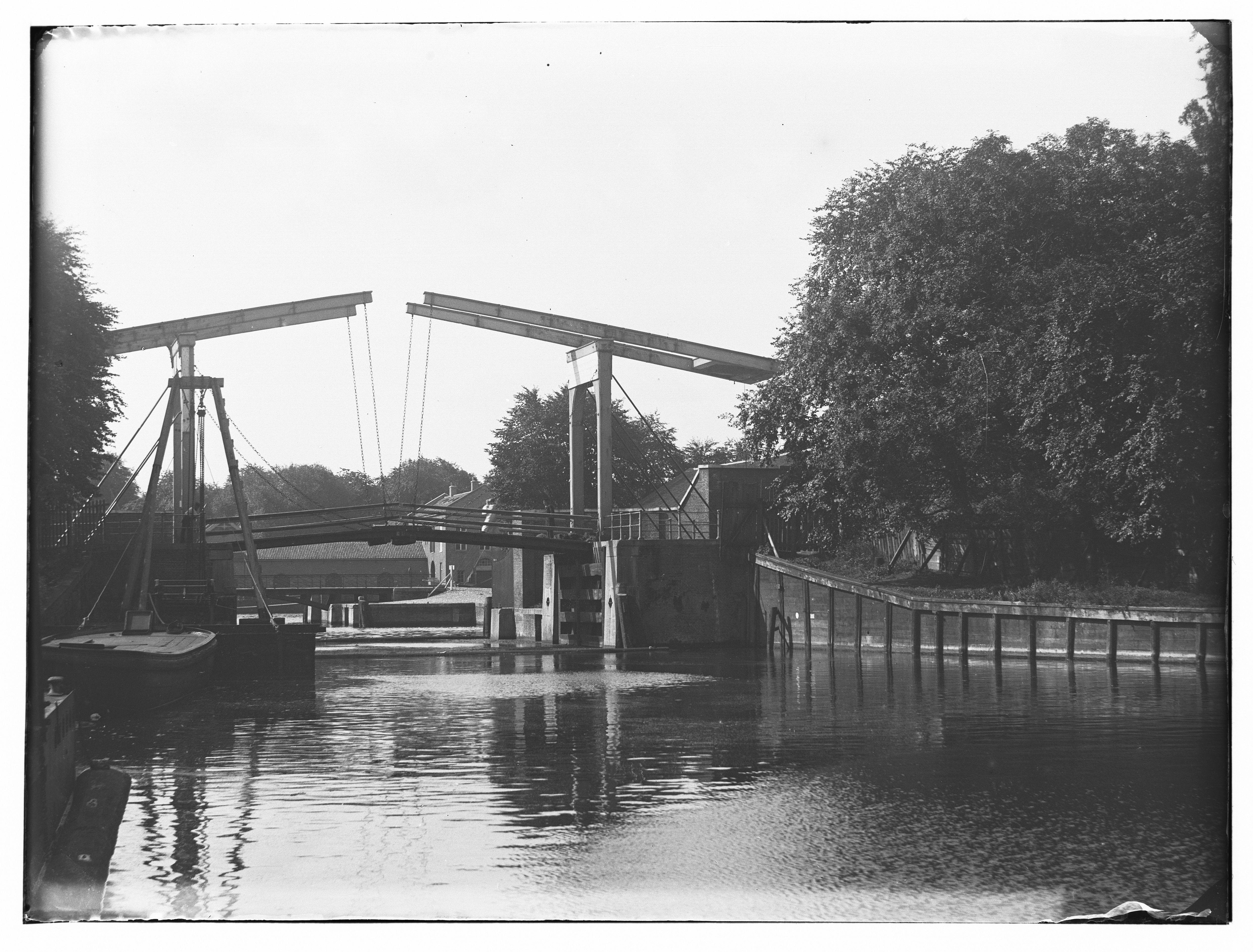
Dubbele houten ophaalbrug vastgelegd door Jacob Olie in 1891
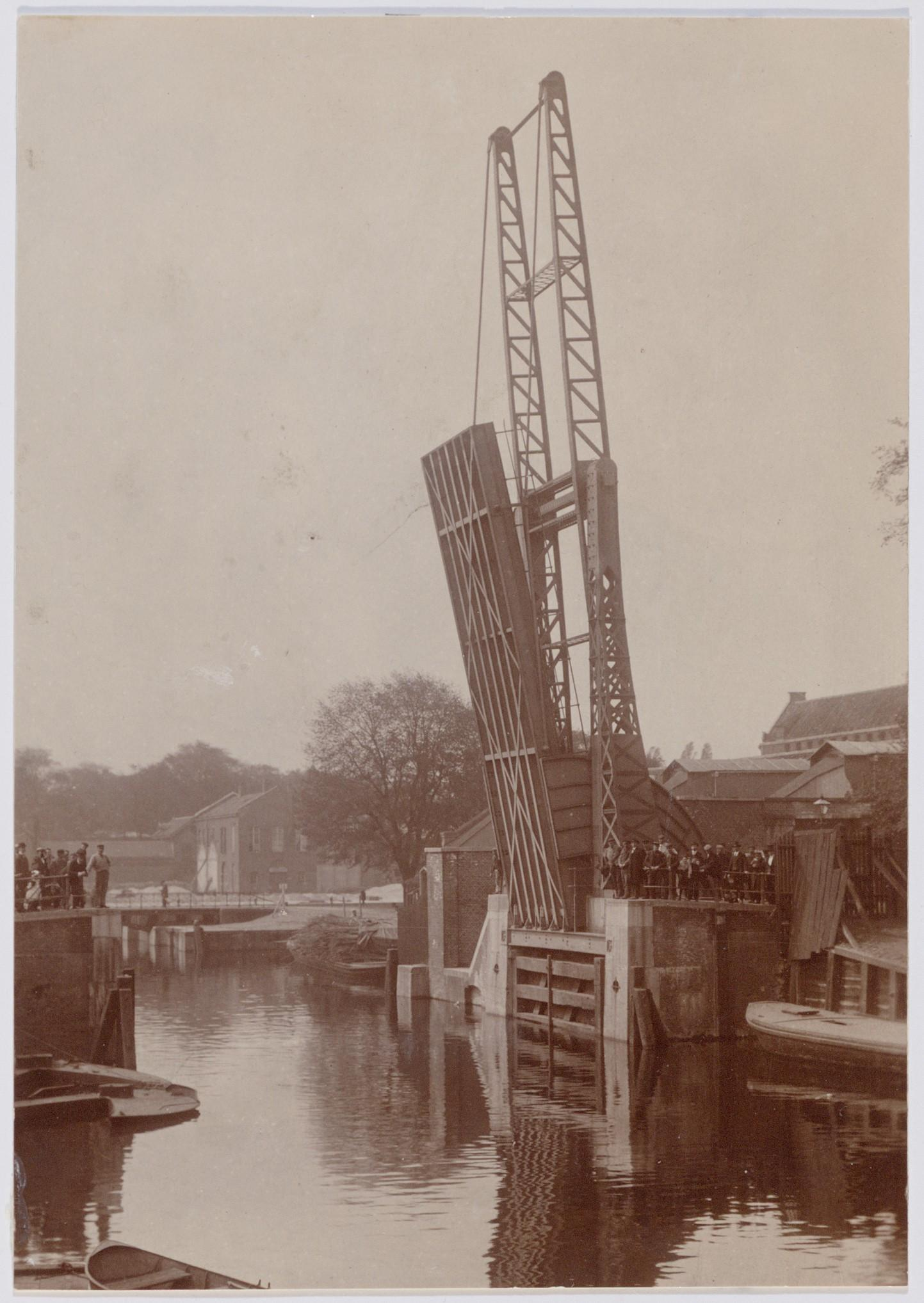
Daglichtcollodiumdruk vervaardigd door industrieel fotograaf Gustaaf Oosterhuis (1858-1938) van de ophaalbrug in de Hoogte Kadijk, ca 1903
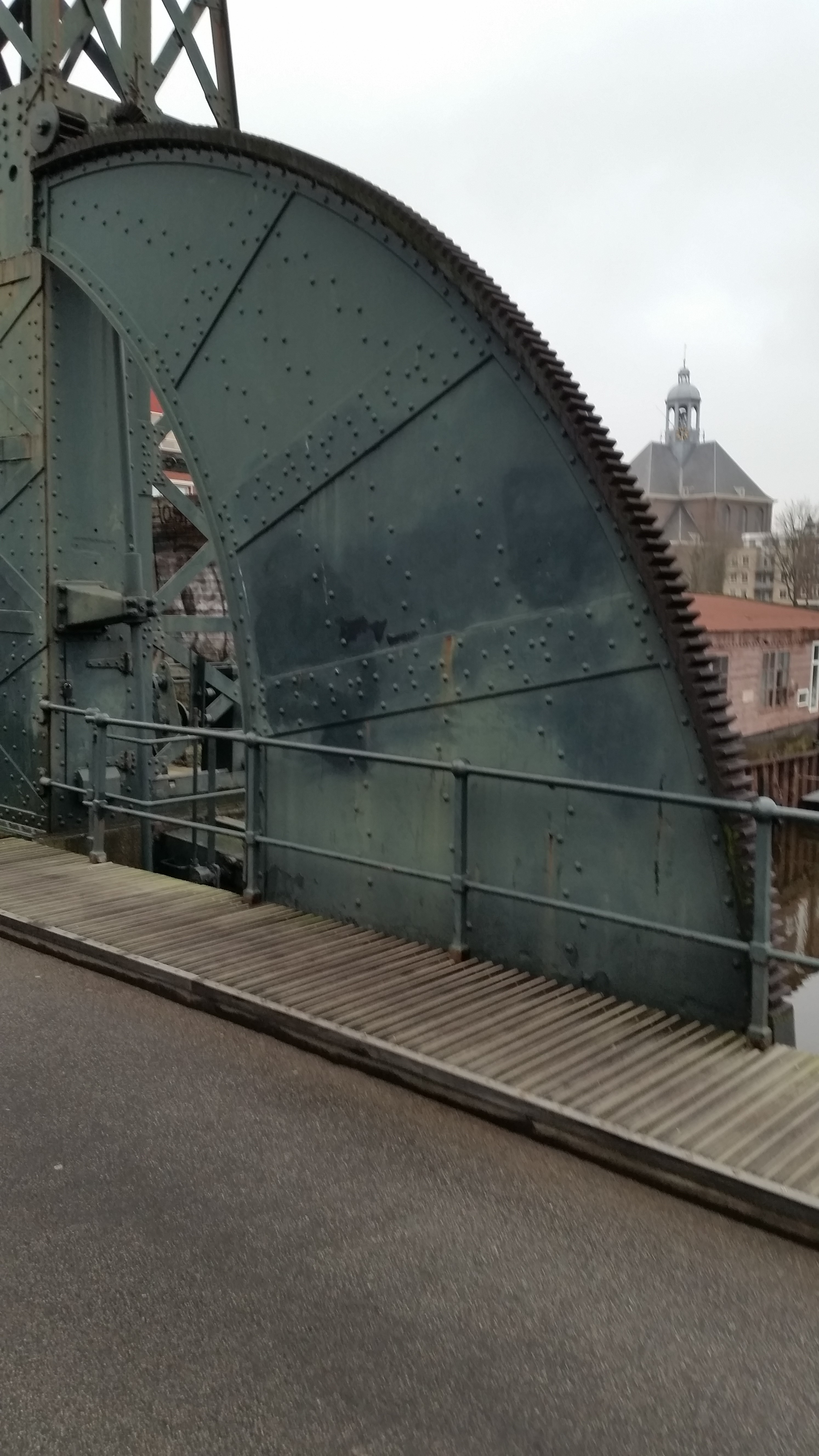
Bewegingswerk (januari 2020)
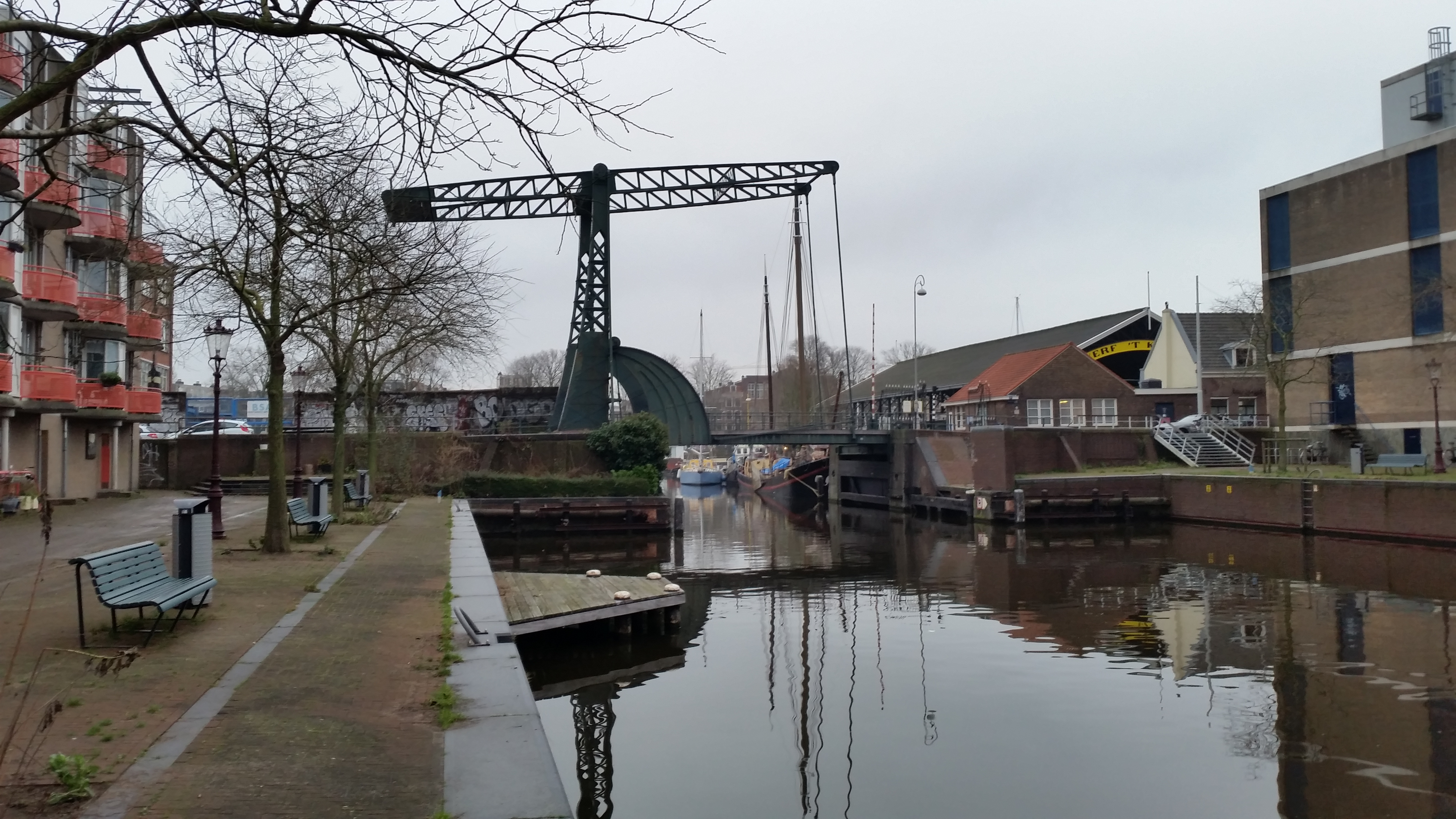
Zijaanzicht van brug met daaronder sluisdeuren (januari 2020)

1 · 2 · 3 · 4 · 5 · 6 · 7 · 8 · 9 · 10 · 11 · 12 · 13 · 14 · 15 · 16 · 17 · 18 · 19 · 20 · 21 · 22 · 23 · 24 · 25 · 26 · 27 · 28 · 29 · 30 · 31 · 32 · 34 · 35 · 36 · 37 · 38 · 39 · 40 · 41 · 42 · 43 · 44 · 45 · 46 · 47 · 48 · 49 · 50 · 51 · 52 · 53 · 54 · 55 · 56 · 57 · 58 · 59 · 60 · 61 · 62 · 63 · 64 · 65 · 66 · 67 · 68 · 69 · 70 · 71 · 72 · 73 · 74 · 75 · 76 · 77 · 78 · 79 · 80 · 81 · 82 · 84 · 85 · 86 · 87 · 88 · 89 · 90 · 91 · 92 · 93 · 94 · 95 · 96 · 97 · 98 · 99 · >>>
Brugnummers 33 en 83 zijn niet (meer) vergeven
1. ↑  'Entrepotdoksluis, Hoogte Kadijk', op website Amsterdamopdekaart. Gearchiveerd op 28 mei 2023.